# Saint-Jean-du-Falga
Saint-Jean-du-Falga is een gemeente in het Franse departement Ariège (regio Occitanie). De plaats maakt deel uit van het arrondissement Pamiers. Saint-Jean-du-Falga telde op 1 januari 2022 2.864 inwoners.

## Geografie
De oppervlakte van Saint-Jean-du-Falga bedroeg op 1 januari 2022 4,03 vierkante kilometer; de bevolkingsdichtheid was toen 710,7 inwoners per km².
De onderstaande kaart toont de ligging van Saint-Jean-du-Falga met de belangrijkste infrastructuur en aangrenzende gemeenten.

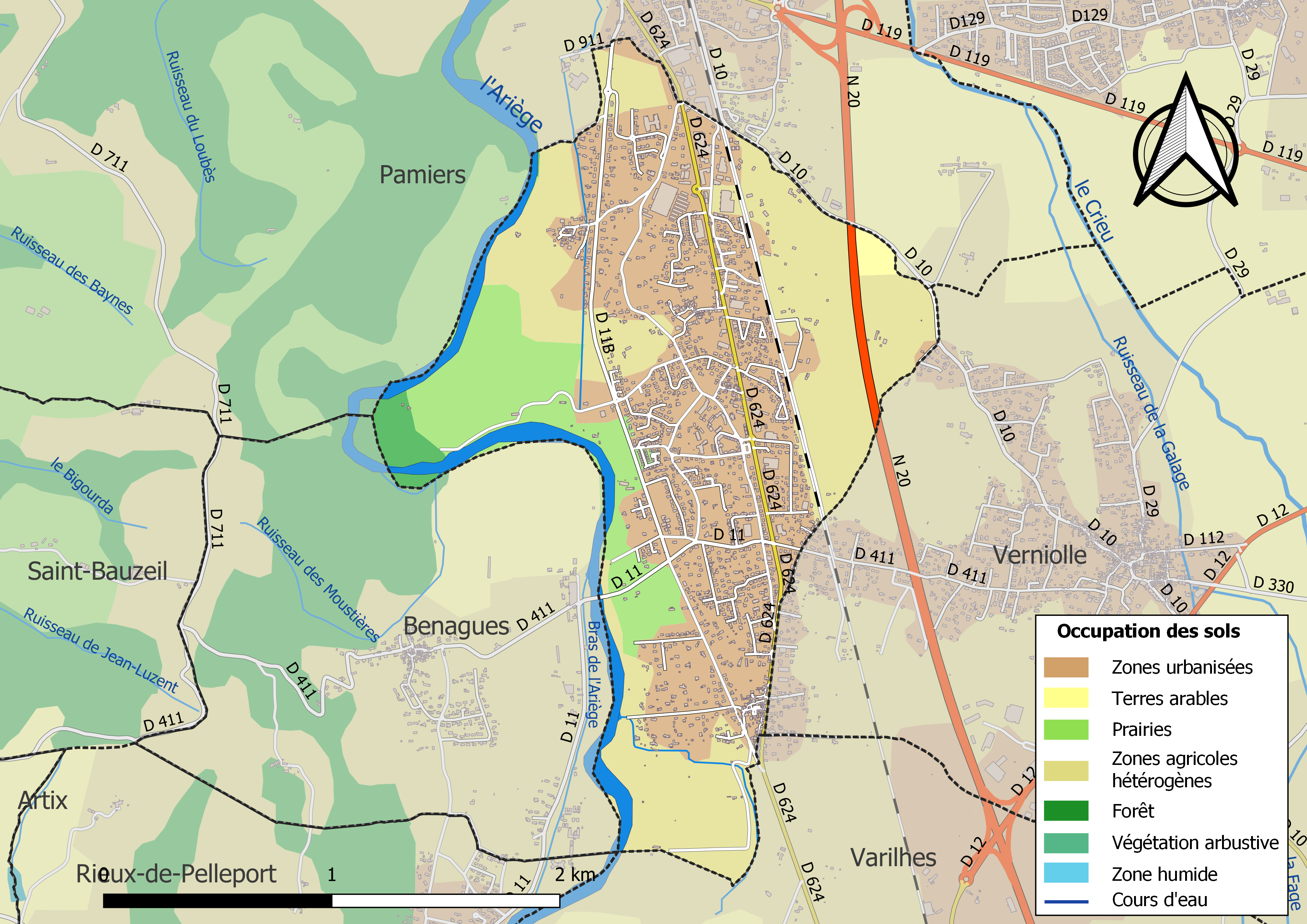

## Demografie
Onderstaande figuur toont het verloop van het inwonertal (bron: INSEE-tellingen).

Vanwege een beveiligingsprobleem met de MediaWiki Graph-software is het momenteel niet mogelijk deze grafiek weer te geven. Zodra de software is bijgewerkt zal de grafiek vanzelf weer zichtbaar worden.